# Выговский, Самуил Васильевич
Самуил Васильевич Выговский (ум. 1659 или 1660) — военный деятель Войска Запорожского, быховский полковник.

## Биография
Представитель западнорусского шляхетского рода Выговских, сын овручского полковника Василия Выговского. Дальний родственник гетмана Ивана Выговского. В 1644 году спорил с родственниками Адамом и Филоном Выговскими за владение частью родового села Выгов.
В 1658—1659 годах упоминается как сотник казацкого войска. В начале 1659 года назначен изменившим царю Иваном Выговским быховским полковником и во главе двухтысячного отряда отправлен на помощь засевшему в Старом Быхове Ивану Нечаю. Принимал участие в неудачной попытке деблокады осаждённого Мстиславля, потерпев поражение у реки Вихры от войск князя Ивана Лобанова-Ростовского. Отойдя в Старый Быхов, совместно с Нечаем руководил обороной Старобыховской крепости, продлившейся семь месяцев. Взят в плен 4 декабря 1659 года во время штурма крепости русскими войсками и впоследствии повешен.